# Pałac w Nagórzu
Pałac w Nagórzu (niem. Schloss Neundorf - Liebenthal) – zabytkowy pałac wybudowany w XIX wieku pałac w pobliżu wsi Nagórze, obecnie znajduje się w granicach administracyjnych miejscowości Płóczki Górne w przysiółku Pałac.

## Położenie
Pałac położony jest w Płóczkach Górnych – wsi sołeckiej w Polsce, w województwie dolnośląskim, w powiecie lwóweckim, w gminie Lwówek Śląski.

## Historia
Pałac z 1853 roku powstał na fragmentach starszego dworu. W 1906 roku właścicielem pałacu stał się Rudolf Gräulich. W 1924 roku był inicjatorem przebudowy pałacu. Powstały wówczas m.in.: nowe otwory okienne, włącznie z tymi najbardziej charakterystycznymi – parterowymi, umieszczonymi w dekoracyjnych wnękach zamkniętych półkolistym łukiem. W tym czasie doprowadzono także do pałacu linię elektryczną i zamontowano cynowe rynny. 
Po II wojnie światowej pałac służył jako państwowy dom mieszkalny. Pałac pozbawiony remontów popadł w ruinę, a dewastacji, bądź też całkowitemu zniszczeniu uległy zabudowania gospodarcze – piekarnia, obora, stodoła, kuźnia, studnia i ogrodzenie. Obecnie Pałac w Nagórzu jest częścią zespołu pałacowego, w skład którego wchodzi jeszcze park przypałacowy. Całość znajduje się w posiadaniu prywatnego inwestora i jest systematycznie rewitalizowana.